# Rhené-Baton
Répertoire
- Printemps de Claude Debussy (1913)
- Alborada del gracioso (1919) et Le Tombeau de Couperin de Maurice Ravel

René-Emmanuel Baton, dit Rhené-Baton, est un chef d'orchestre et compositeur français, né à Courseulles (Calvados) le 5 septembre 1879 et mort le 23 septembre 1940 au Mans (Sarthe).
Dirigeant les meilleurs orchestres européens, il se donne pour mission d'ouvrir la musique au plus grand nombre. Rhené-Baton est aussi compositeur.
Ses œuvres, qu'il interprète peu, restent dans un style classique pour l'époque. Il met en musique de grand poètes bretons, tels Auguste Brizeux ou Louis Tiercelin. Sa fibre l'amène à nouer des relations amicales avec d'autres compositeurs parmi lesquels Maurice Duhamel, Jean Cras, Paul Le Flem ou Paul Ladmirault .

## Biographie
Né en Normandie, il est issu d'une famille originaire de Vitré. Il tombe amoureux de la Bretagne à l'âge de 19 ans et un certain nombre de ses œuvres parlent de cette terre qu'il affectionne. Il entretient d'excellentes relations amicales avec les compositeurs bretons Jean Cras, Paul Le Flem, Paul Ladmirault et Louis Aubert.
Il étudie le piano au Conservatoire de Paris dans la classe d'André Bloch et la théorie musicale avec André Gedalge. Il débute comme chef de chant à l'Opéra-Comique en 1907. Il dirige ensuite divers groupes orchestraux, dont la Société Sainte-Cécile à Bordeaux et la Société populaire d'Angers (1910-1912). En 1910, il est choisi pour diriger le Festival de musique française à Munich en Allemagne. Serge Diaghilev le demande aux Ballets russes pour le conduire à Londres et en Amérique du Sud (1912-1913).
Pendant la guerre, il est à la tête de l'Opéra royal hollandais (1916-1918) et des concerts d'été de l'orchestre de la Résidence de La Haye à Scheveningen (1914-1919). Serge Sandberg lui confie la direction des concerts Pasdeloup, tâche qu'il assure sans faillir jusqu'en 1932 et continue à diriger cet orchestre jusqu'à la fin de ses jours. En 1937, il prend la direction de l'Orchestre radio-symphonique créé par la radio nationale, ancêtre de l'actuel Orchestre Philharmonique de Radio France. Il s'est donné pour mission de démocratiser l'accès à la musique (places à prix modiques et analyses commentées avant l'exécution des œuvres).
En juillet 2019, Brilliant Classics publiait un double album consacré à la musique de chambre avec cordes et piano de Rhené Baton, interprété par le Wolferl Trio, comprenant trois premiers enregistrements mondiaux de violonisonats n ° 1 et 2 et la "Suite ancienne", la sonate pour violoncelle. et le trio de pianos.

## Ses créations
On lui doit de nombreuses créations :
- Habanera de Louis Aubert (1919) ;
- Printemps de Claude Debussy (1913) ;
- Les Agrestides (1922) et la Symphonie avec orgue (1932) de Georges Migot ;
- Alborada del gracioso (1919) et Le Tombeau de Couperin (1920) de Maurice Ravel ;
- Au jardin de Marguerite, interlude de Jean Roger-Ducasse (1913) ;
- Requiem de Guy Ropartz (1939) ;
- Évocations d'Albert Roussel (1912) ;
- Sonatine transatlantique (1931), Quatre Danses polonaises (1931) et Rapsodie hébraïque (1939) d'Alexandre Tansman ;
- ainsi que la première audition en France des Fonderies d'acier d'Alexandre Mossolov (1931)[2].

Albert Roussel lui a dédié sa Symphonie no 2 (1923) et Arthur Honegger Le Chant de Nigamon (1918).

## Ses œuvres
Il a composé des pièces pour orchestre, de la musique de chambre et un certain nombre de mélodies.
À la demande de Maurice Duhamel, il compose ses 6 Chansons pour Marycinthe.
Ce musicien a mis toute son énergie à défendre les œuvres qu'il a créées en négligeant de promouvoir les siennes pourtant appréciées.
Il a composé une petite pièce pour flûte et piano: Passacaille op.35 (édition Durand).
En 1923, il compose le trio pour piano, violon et violoncelle, opus 31.
Il compose aussi Fileuse près de Carantec.

### Œuvres pour orchestre
- 1902 Variations sur un thème dans la mode éolien, pour piano et orchestre, op. 4
- 1909 Menuet pour Monsieur, frère du roi, pour orchestre
- 1924 Poème élégiaque, pour violon solo et orchestre, op. 32
- 1924 En vacances, pour piano et orchestre, op. 38
  1. Promenade
  2. Légende
  3. Dans le bois
  4. Au village
  5. Danses paysannes
  6. Au trot des mules
- 1925 Pour les funérailles d'un marin breton, pièce symphonique pour orchestre
- 1926 Fantaisie orientale, pour violon et orchestre, op. 34
- 1931 Chansons pour Marycinthe, pour voix et orchestre - texte: Maurice Duhamel
- Fresques antiques, pour orchestre
- Prélude et fugue, pour orchestre

### Œuvres pour orchestre d'harmonie
- 1932 Petite Suite, pour orchestre d'harmonie
- Aubade, op. 53

### Mélodies
- 1901 La Mort des amants, pour voix et piano - texte: Charles Baudelaire
- 1901 Le Clocher, pour voix et piano - texte: Auguste Brizeux
- 1901 Hindoustane, pour voix et piano - texte: Jean Maddus
- 1901 Rêve gris, pour voix et piano - texte: Edmond Haraucourt
- 1901 Testament, pour voix et piano - texte: Paul Stuart
- 1902 Berceuses, pour voix et piano - texte: Georges Champenois
- 1903 Ivoire, pour voix et piano - texte: Raoul Lefebvre
- 1904 Idylle morte, pour voix et piano - texte: Jean Maddus
- 1907 Chansons, pour voix et piano, op. 7 - texte: Georges Champenois
- 1908 L'Âme des iris, pour voix et piano - texte: Camille Mauclair
- 1908 Les Heures d’été, pour voix et piano - texte: Albert Samain
  1. Apporte les cristaux dorés
  2. Frêle comme un harmonica
  3. Lune de cuivre
  4. Les grands jasmins
  5. Ton menton posé dans ta main
  6. Il pleut des pétales de fleurs
- 1911 Cinq mélodies, pour voix et piano, op. 16 - texte: Jean Lahor
  1. Nuit d’autrefois
  2. Nocturne
  3. Au désert
  4. Sérénade mélancolique
  5. Tendresse
- 1911 Douze mélodies (Simples chansons douces à murmurer le soir), pour voix et piano, op. 27 - texte: Georges Champenois
  1. Soyons unis
  2. Un bruit de rame
  3. Je ne me souviens plus
  4. Soir d’hiver
  5. Je veux
  6. Silence
  7. Berceuse
  8. Ce que j’aime
  9. Crépuscule
  10. La plainte du vent
  11. Le revoir
  12. Rêverie
- 1912 Deux chansons bretonnes, pour voix et piano
  1. La chanson de l’exilé - texte: Louis Tiercelin
  2. Bretonnes - texte: Paul Hyacinthe Loyson
- 1912 Deux mélodies, pour voix et piano - texte: Jean Lahor
  1. Nuit blanche
  2. Le repos et Égypte
- 1912 Trois mélodies, pour voix et piano - texte: Camille Mauclair, Victor Hugo, Théodore de Banville
- 1920 Chansons bretonnes, pour voix et piano - texte: Louis Tiercelin
  1. La chanson du bouquet d’ajoncs
  2. La chanson des fleurs nouvelles
  3. La chanson de l’exilé
  4. La chanson de Noël
  5. La chanson de la maison triste
  6. La chanson du bois d’amour
  7. La chanson de la fleur rouge
  8. La chanson du verger fleuri
- 1920 Dans un coin de violettes, pour voix et piano - texte: Renée Vivien
  1. Sous la protection des violettes
  2. Pour le Lys
  3. Veillée heureuse
  4. Sanctuaire d’Asie
  5. Pour mon cœur
  6. Prière
- 1922 Quatre chansons pour le jour de Noël, pour voix et piano, op. 26
  1. Cantique sur la naissance de Notre seigeur - texte: Racan
  2. Noël des petits gamins - texte: Paul Forgeoux
  3. Noël - texte: Théophile Gautier
  4. Cloches de Noël - texte: M.J. Perdriel-Vaissière
- 1923 Au coin de l’âtre, pour voix et piano, op. 29 - texte: Georges Champenois
  1. La flamme chante
  2. Par un soir d’hiver
  3. Fumées
  4. Apaisement
- 1923 Deux prières du soir, pour voix et piano, op. 27
  1. Notre Père qui êtes aux Cieux
  2. Je Vous salue Marie
- 1929 Chansons pour Marycinthe, pour voix et piano - texte: Maurice Duhamel
  1. Le premier jour où je vis
  2. Le claquement bref des sabots
  3. Douceur du soir dans le village
  4. Pendant que vous dormiez
  5. Vous ne pouviez savoir
  6. Vous aurez une maison blanche
- 1929 Deux mélodies, pour voix et piano, op. 47 - texte: René Vivien
  1. Mon heure
  2. Mon Paradis
- 1931 Pour celles qui restent, sept mélodies et chansons pour voix et piano, op. 52 - texte: M.J. Perdriel-Vaissières
  1. Quand tu viendras
  2. Mendiants
  3. La dernière berceuse
  4. Octobre
  5. Fleurs d’ajoncs
  6. Les Lys
  7. La chanson de celles qui restent
- 1931 Sept mélodies et chansons, pour voix et piano - texte: M.J. Perdriel-Vaissières
  1. Quand tu viendras
  2. Mendiants
  3. La dernière berceuse
  4. Fleurs d’ajoncs
  5. Les Lys
  6. La chanson de celles qui restent

### Musique de chambre
- 1921 1re Sonate et Sol, pour violon et piano, op. 24
- 1922 Sonate et Ut, pour violoncelle et piano, op. 28
- 1923 Trio, pour violon, violoncelle et piano, op. 31
- 1924 Poème élégiaque, pour violoncelle et piano, op. 32
- 1925 Passacaille, pour flûte traversière et piano, op. 35
- 1926 Fantaisie orientale, pour violon et piano, op. 34
- 1926 Bourrée, pour flûte traversière et piano
- 1927 2e Sonate et La, pour violon et piano, op. 46
- 1933 Suite ancienne, pour violon et piano
  1. Prélude
  2. Aria
  3. Gavotte
  4. Gigue
- Élégie, pour violoncelle et piano

### Œuvres pour piano
- 1901 Étude en La mineur (Éd Demets)
- 1901 Prélude en Ré mineur  (Éd Demets)
- 1901 Sérénade fantasque (Éd Demets)
- 1901 Six Préludes (Éd Demets)
- 1902 Pour Yvonne Billot (3 pièces) (Éd Eschig)
- 1902 Album Rose (6 pièces)  (Éd Eschig)
  - 1 Petite mélodie, 2 Bluette, 3 Intermezzo, 4 Petit Choral, 5 Vieille romance, 6 Musette
- 1909 Menuet pour Monsieur frère du Roy, pour deux pianos op. 5 (Ed. Durand à partir de cet opus)
- 1909 En Bretagne, suite de six pièces op. 13
  1. Crépuscule d’été sur le grand bassin de Saint-Nazaire
  2. Retour du pardon de Landévennec
  3. Dimanche de Pâques sur la place de l’église de Pont-Aven
  4. Sur la grève déserte de Trêz Rouz
  5. Fileuses près de Carantec
  6. Vieille diligence sur la route de Muzillac
- 1921 Ballade en la bémol, op. 22
- 1921 Dans le style rococo, op. 23 (3 pièces)
- 1922 Au pardon de Rumengol op. 25 (6 pièces)
- 1923 Danses à sept temps op. 30
- 1925 Dans la clairière, op. 36
- 1925 Cortège funèbre d’un Samouraï, op. 37
- 1925 Marche des rois mages, op. 39
- 1926 Danses de la Saint-Jean op. 40
- 1926 Vieille Chapelle en Cornouaille op. 41
- 1926 2e Ballade, op. 43
- 1926 Danse pour Anne de Bretagne op. 44
- 1927 Valse romantique op. 45
- 1928 River-Side, op. 49
- 1929 Pour la jeunesse, six pièces faciles op. 51
  1. Badinage
  2. Pastorale
  3. Petite Rhapsodie sur deux vieilles chansons françaises
  4. Scherzetto
  5. Pays lointain
  6. Cortège
- 1938 "Potiron", cinq pièces enfantines très faciles pour le piano op. 58
  1. "Potiron" fait la sieste
  2. Potiron se promène
  3. Potiron fait du ski
  4. Potiron joue au soldat
  5. Potiron visite la Bretagne

### Transcriptions
- 1937 Danses françaises de la Renaissance : six danses de Claude Gervaise, instrumentées par Rhené-Bâton pour orchestre

## Enregistrements
- Mélodies, par Sonia de Beaufort et Bruno Schweyer (Chansons douces op.7 ; Heures d'été op. 14 ; Cinq mélodies op. 16 ; Dans un coin de violettes op. 20 ; Chansons bretonnes op. 21)
- Sonates pour violon op. 24 et op. 46, Trio Wolferl : Leonardo Micucci, violon et Francesco Basanisi, piano.
- Sonate pour violoncelle op. 28, Trio Wolferl : Leonardo Micucci, violon et Francesco Basanisi, piano.
- Trio pour piano, violon et violoncelle op. 31, par le Trio Hochelaga ou par Trio Wolferl (Leonardo Micucci, Francesco Basanisi & Roberto Mansueto)
- Passacaille op. 35 sur le CD Café au lait, Sharon Bezaly (flûte), Roland Pöntinen (piano) ou Bent Larsen et Sverre Larsen
- Bourrée, Op.42 par Bent Larsen et Sverre Larsen
- Suite ancienne op. 55, Trio Wolferl : Leonardo Micucci, violon et Francesco Basanisi, piano.
- Symphonie Fantastique (Berlioz) sous la direction de Rhené-Baton.
- En Bretagne, suite de six pièces pour piano op. 13, par Kanae Endo (piano). Éditeur Forlane.